# Johanna von Schaffgotsch

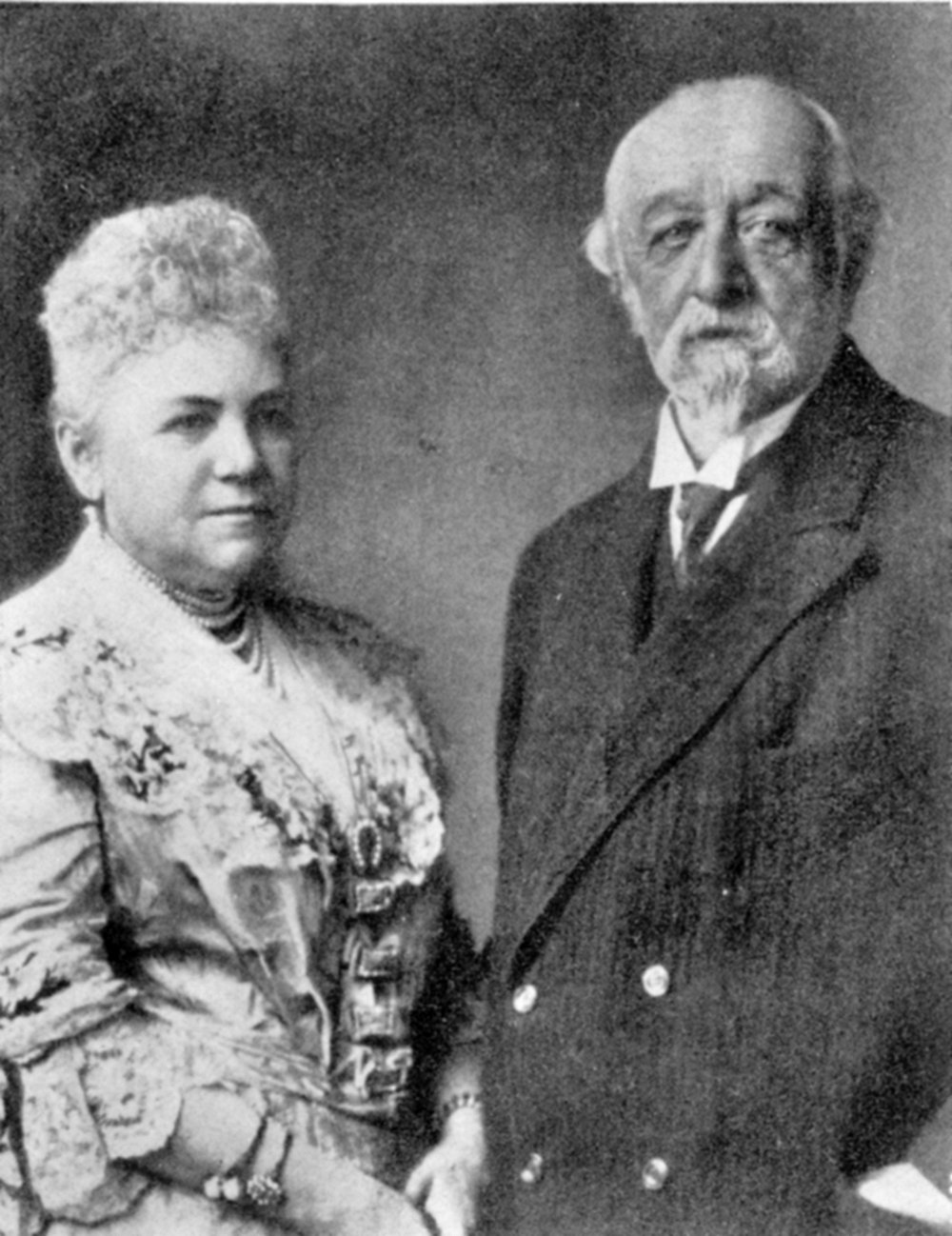
Das Ehepaar Hans-Ulrich und Johanna von Schaffgotsch in einer Firmenfestschrift von 1908.

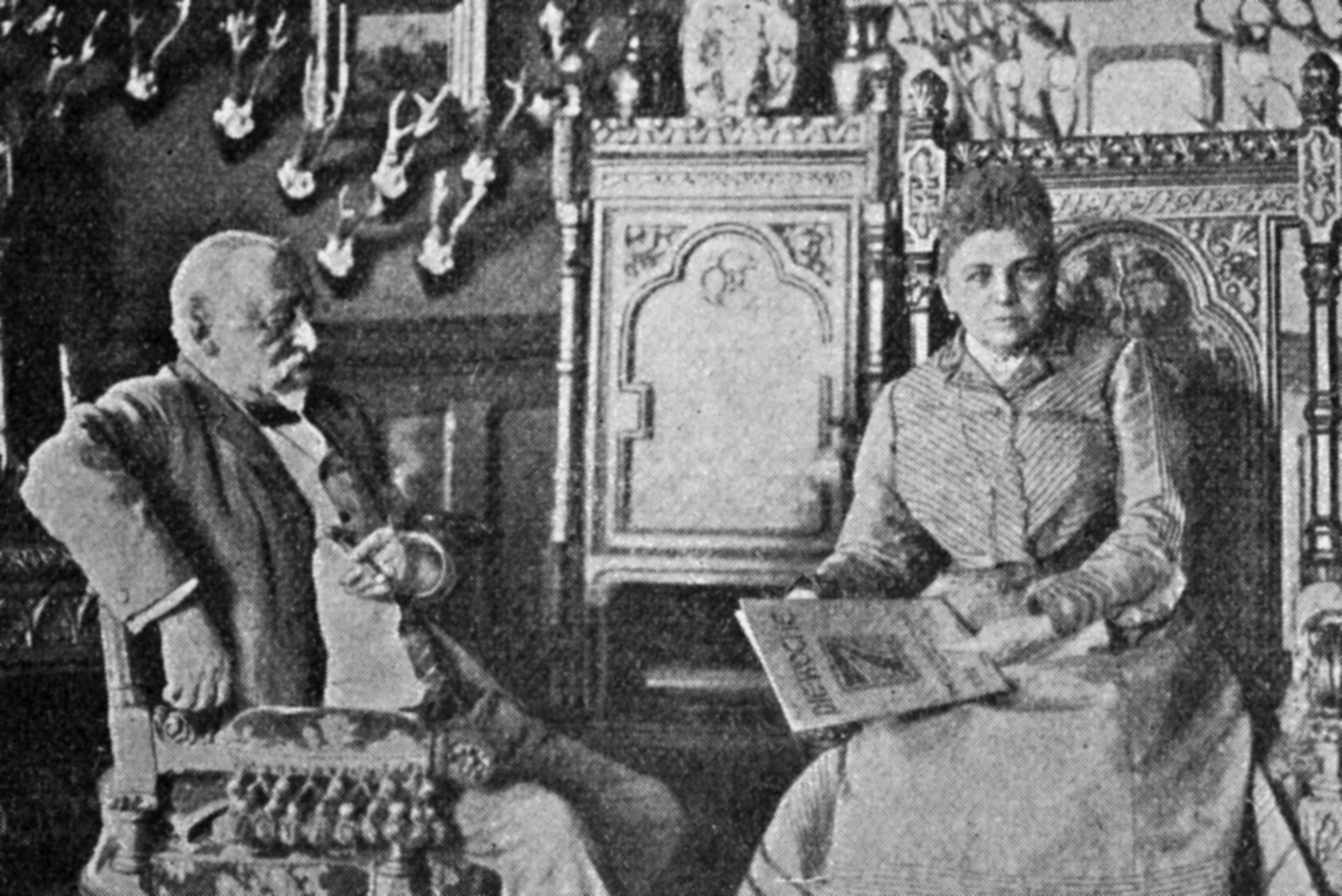
Gräfin Johanna Schaffgotsch liest „Die Woche“

Johanna von Schaffgotsch (* 29. April 1842 in Poremba, Oberschlesien; † 21. Juni 1910 in Koppitz, Oberschlesien) war eine deutsche Unternehmerin, schlesische Adlige, Adoptivtochter und Alleinerbin des Großindustriellen Karl Godulla (1781–1848) und Gattin des Grafen und Montanindustriellen Hans Ulrich von Schaffgotsch.

## Leben

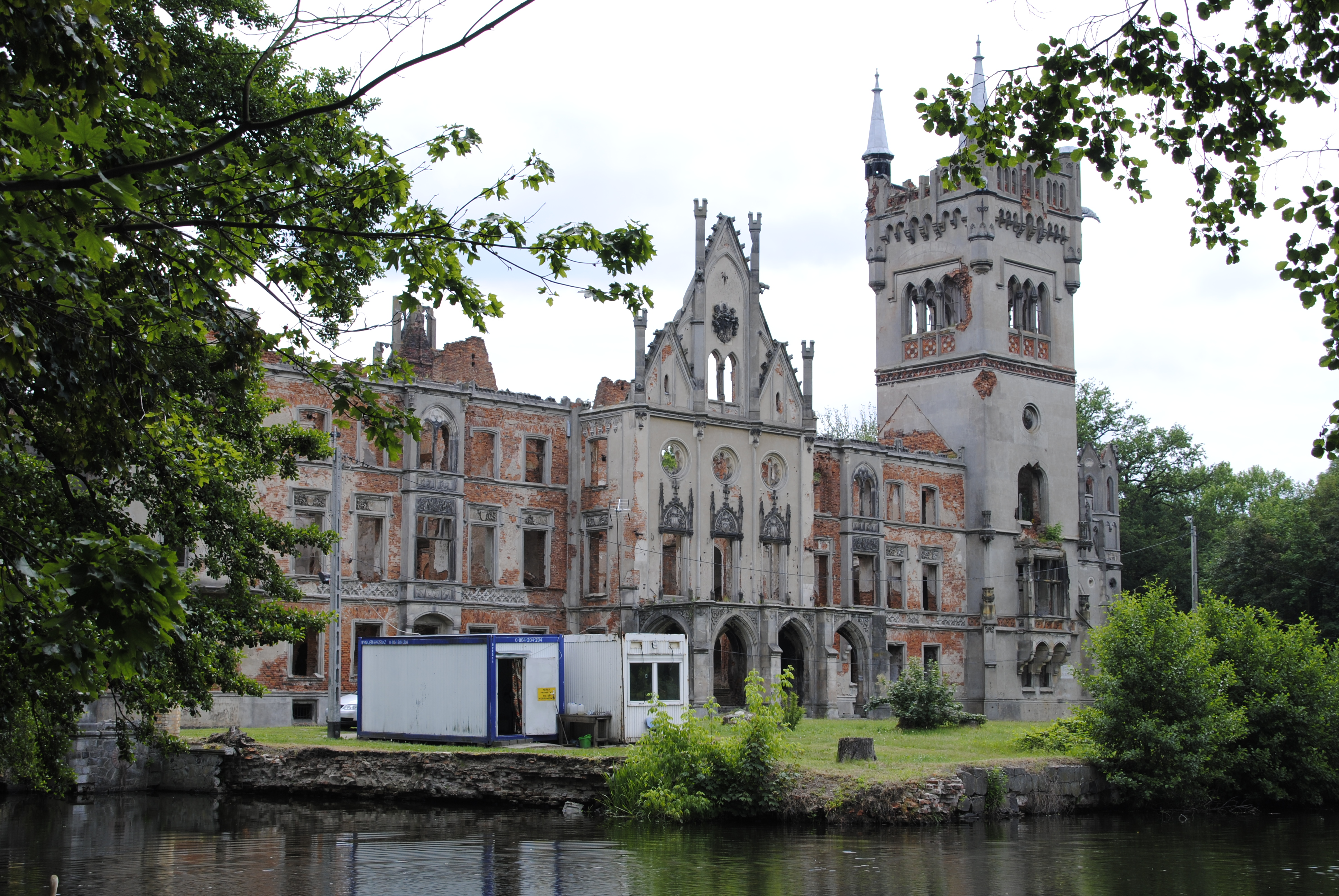
Die Ruine des Schlosses Koppitz 2019

Johanna von Schaffgotsch, geborene Gryczik (nach anderen Quellen häufig auch in der Form Gryzik), stammte aus einer Bergarbeiterfamilie. Sie wurde am 29. April 1842 in Poremba im Landkreis Beuthen als Tochter des Bergarbeiters Johann Gryzik Julieger und dessen Frau Antonia Hein geboren. Nach dem Tod des Vaters im Jahr 1845 überließ die Mutter das Kind sich selbst. 1846 nahm Karl Godulla sich des Mädchens an, zog mit ihr in das von ihm gekaufte Schloss Schomberg und ließ das Kind durch seine Bedienstete Emilie Lucas (später verheiratete Gemander) betreuen. Karl Godulla, der ohne Nachkommen blieb, adoptierte Gryczik und setzte seine Adoptivtochter bei seinem durch die Cholera verursachten Tod im Jahr 1848 als alleinige Erbin seines Besitzes ein. Johanna Gryczik erbte ein Vermögen von etwa zwei Millionen Talern, bestehend aus vier Zinkhütten, 18 Galmeischächten und 40 Kohlegruben.
Sie lernte in den folgenden Jahren den Grafen Hans Ulrich von Schaffgotsch (1831–1915) kennen. Um diesen heiraten zu können, wurde sie 1858 durch den preußischen König Friedrich Wilhelm IV. in den Adelsstand erhoben und führte fortan den Namen Johanna Gryczik von Schomberg-Godulla. Noch im selben Jahr fand die Hochzeit des „schlesischen Aschenputtels“ in der Marienkirche in Beuthen O.S. statt. Fortan lebte sie auf Schloss Koppitz. Das Paar bekam vier Kinder: Elisabeth, Clara, Hans Karl und Eleonore.

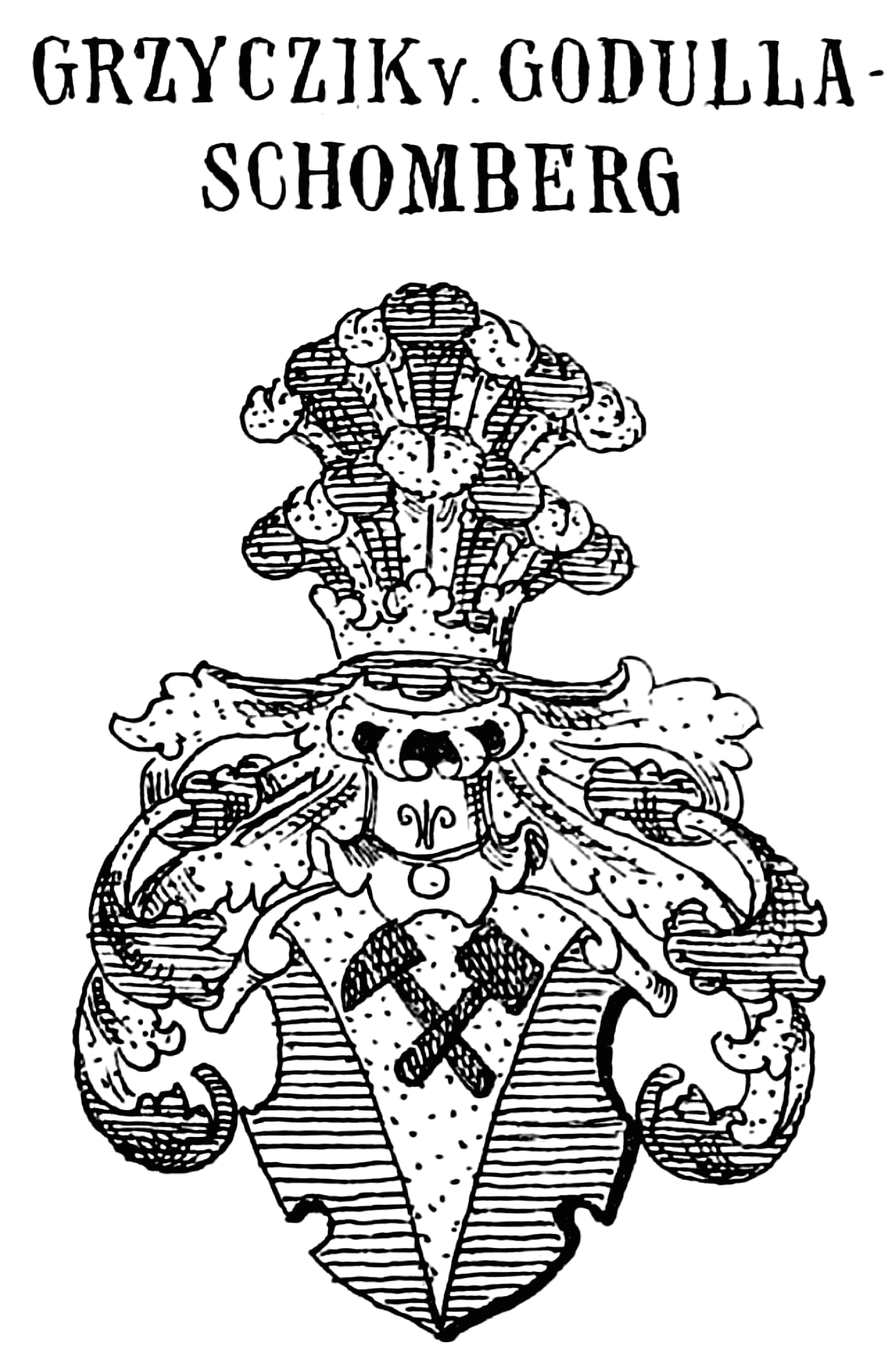
Wappen der Johanna Gryczik von Godulla-Schomberg von 1858
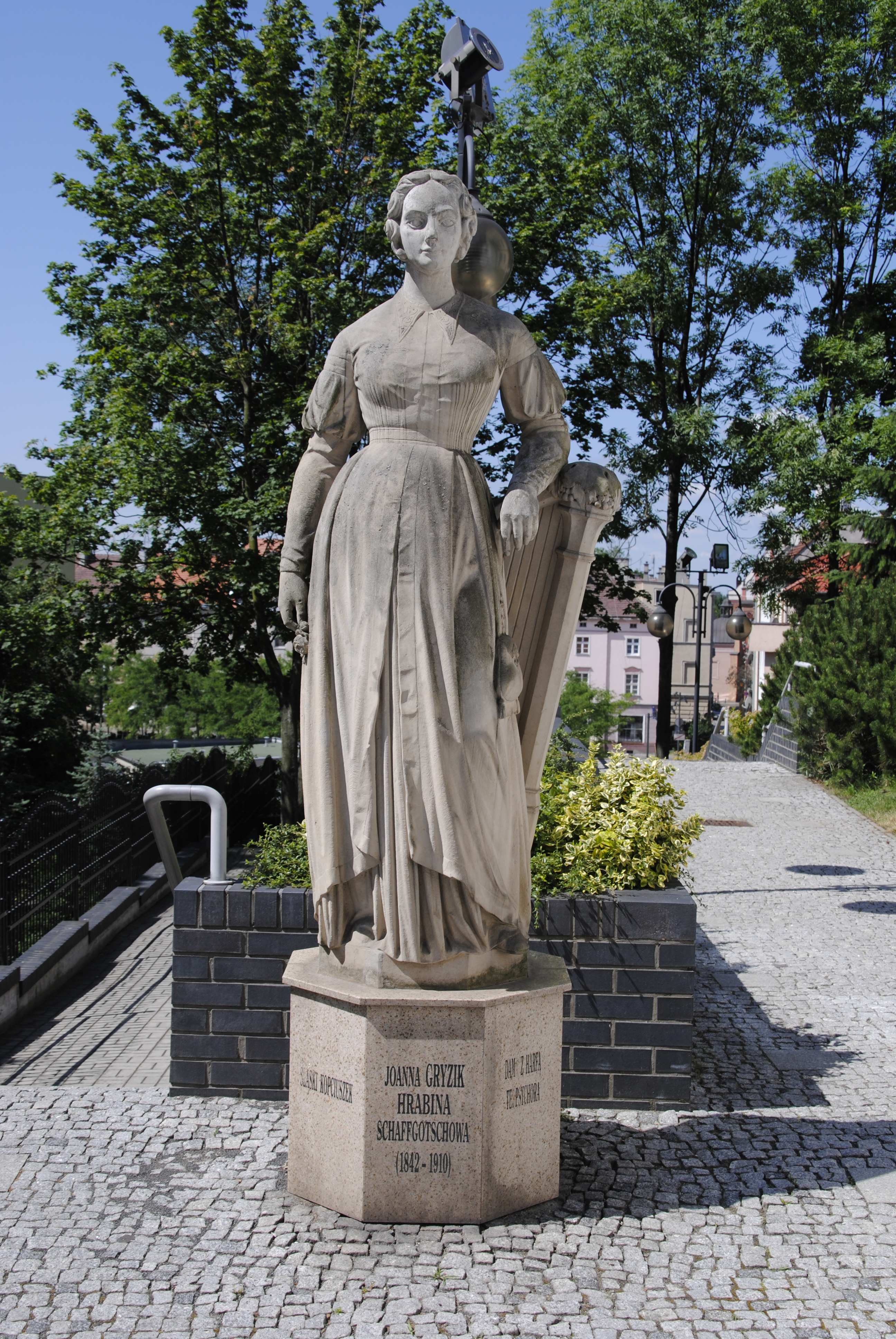
Denkmal im Park der Universität von Oppeln

Nach dem Antritt des Erbes fiel der Unternehmensbesitz nicht an ihren Mann, sondern er wurde unter der Firma „Gräfin Schaffgotsch’sche Verwaltung“ als Eigentum Johannas weitergeführt. Zum Unternehmen gehörten Anteile an 60 Kohlegruben und Galmeibergwerken (Zinkerzgruben). Auf dieser Basis schuf das Paar gemeinsam die größte Zinkproduktion in Deutschland und baute die Kohleförderung aus. Die Schaffgotsch-Werke gehörten um 1900 zu den vier größten Montanunternehmen in Schlesien. Im Jahr 1891 wurden immerhin fast fünftausend Arbeiter in den Betrieben und Gruben beschäftigt. In den 1890er Jahren zog sie durch Verkauf oder Verpachtung ihr Kapital aus der Zinkindustrie zurück. 1905 wurde ihr Besitz in die Gräflich Schaffgottsche Werke mbH mit einem Grundkapital von 50 Millionen Mark eingebracht. Sie starb am 21. Juni 1910 in Koppitz und wurde im Mausoleum der Familie Schaffgotsch in Koppitz beigesetzt.
Am 28. Oktober 2019 wurde auf Initiative von Herrn Maciej Mischok aus Kattowitz und dem Pfarrer Jarosław Szeląg aus Koppitz die Gräfin exhumiert. Nach dem Krieg war ihr Leichnam entweiht und aus dem Mausoleum geworfen worden.
Einen besonderen Ruf hatte Johanna von Schaffgotsch wegen ihrer Wohltaten. Sie stiftete u. a. Krankenhäuser, Kirchen und Schulen, ließ Neubauten errichten und unterhielt das Waisenhaus in Beuthen O.S.